# Pulau Sebuku (kecamatan)
Pulau Sebuku (indonez. Kecamatan Pulau Sebuku) – kecamatan w kabupatenie Kotabaru w prowincji Borneo Południowe w Indonezji.
Kecamatan ten leży na wyspach na Cieśninie Makasarskiej, na wschód od wyspy Laut.
W 2010 roku kecamatan ten zamieszkiwało 7 212 osób, z których 100% stanowiła ludność wiejska. Mężczyzn było 3 743, a kobiet 3 469. 7 159 osób wyznawało islam.
Znajdują się tutaj miejscowości: Balambus, Kanibungan, Mandin, Rampa, Sarakaman, Sungai Bali, Sekapung, Ujung.